# North American AJ Savage
El North American AJ Savage (más tarde A-2 Savage) fue un bombardero basado en portaviones construido para la Armada de los Estados Unidos por North American Aviation. El contrato original fue ganado en junio de 1946, el primer vuelo fue el 3 de julio de 1948, y el avión entró en servicio en 1949.

## Diseño y desarrollo

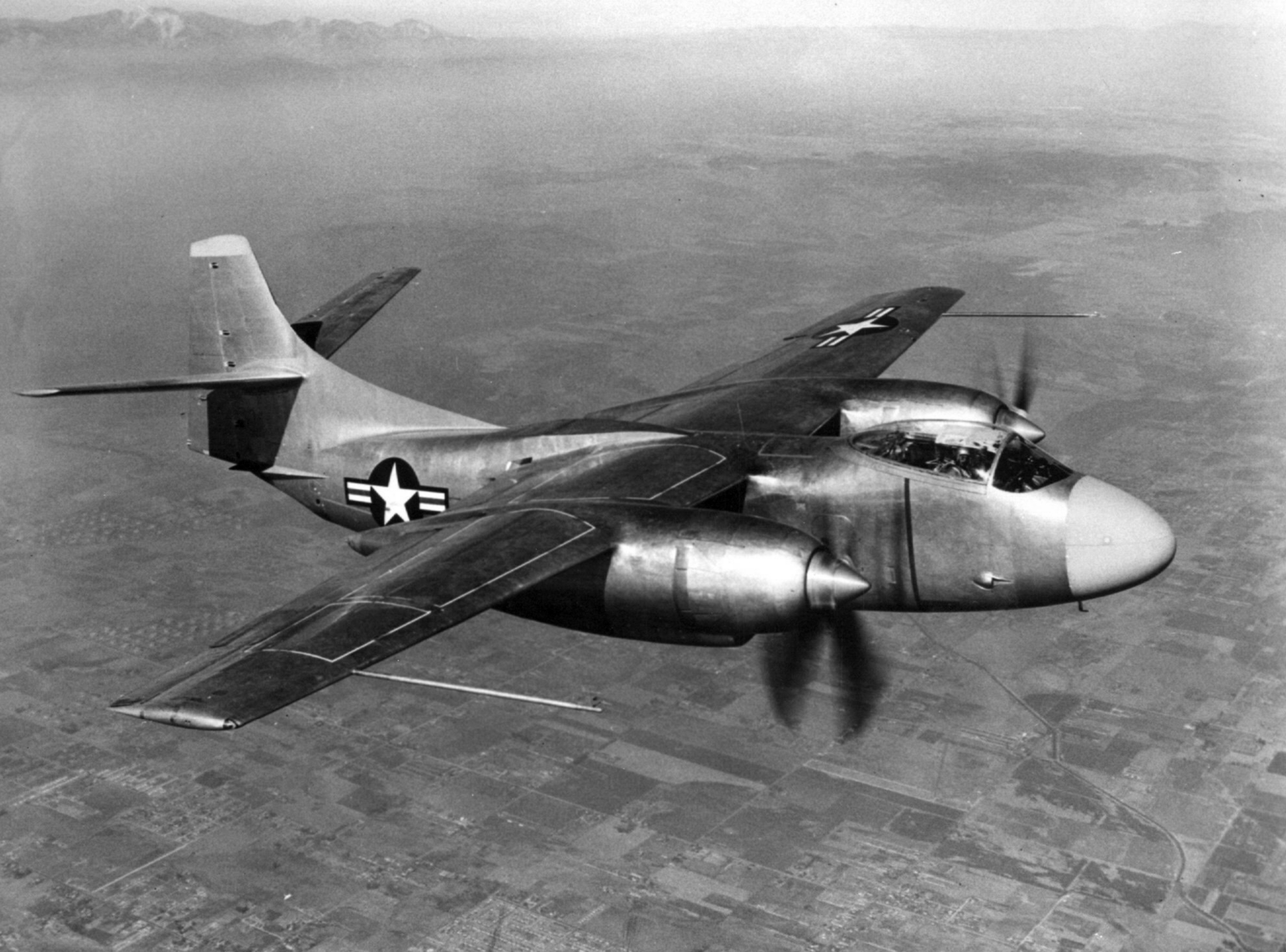
El prototipo del North American XAJ-1 Savage en su vuelo inaugural, el 3 de julio de 1948.

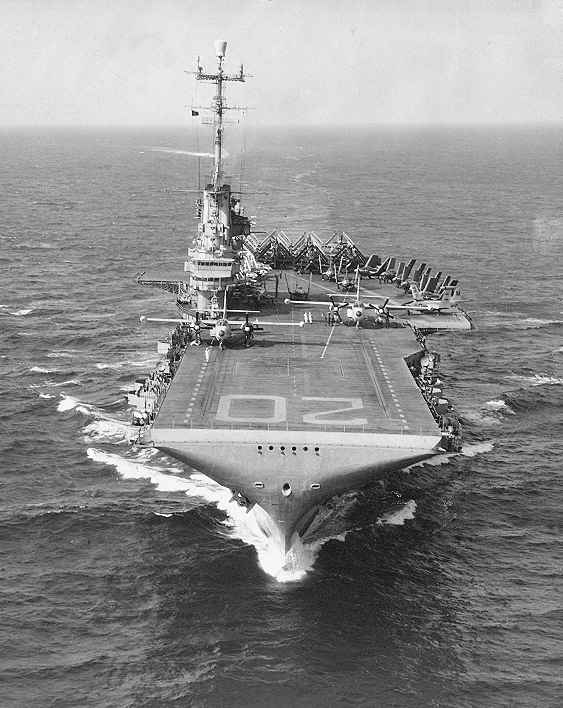
Dos Savage en las catapultas del CV-20-Bennington.

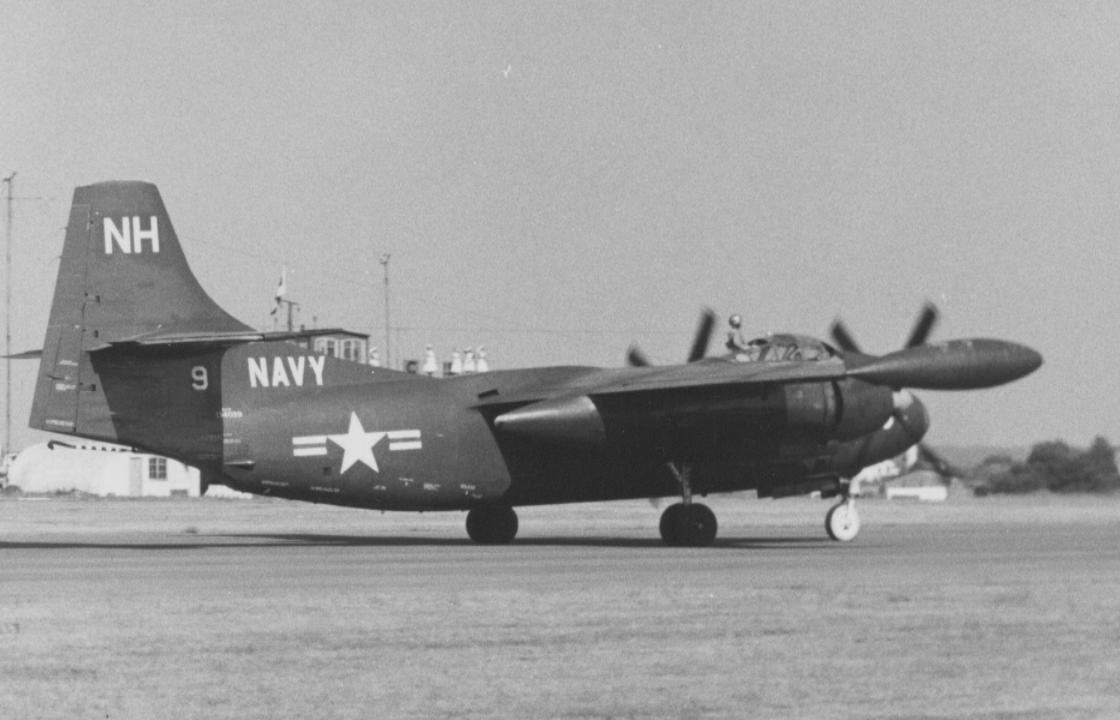
Un AJ-2 Savage del Escuadrón VC-7 de la Armada de los Estados Unidos, en el Blackbushe Airport, Inglaterra.

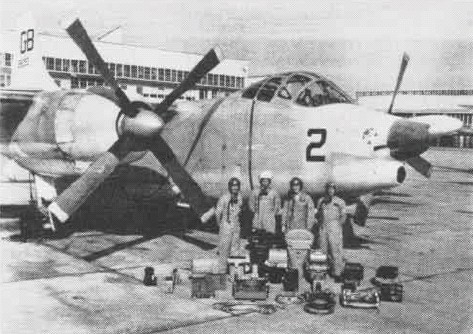
Un AJ-2P con cámaras NAN11-58.

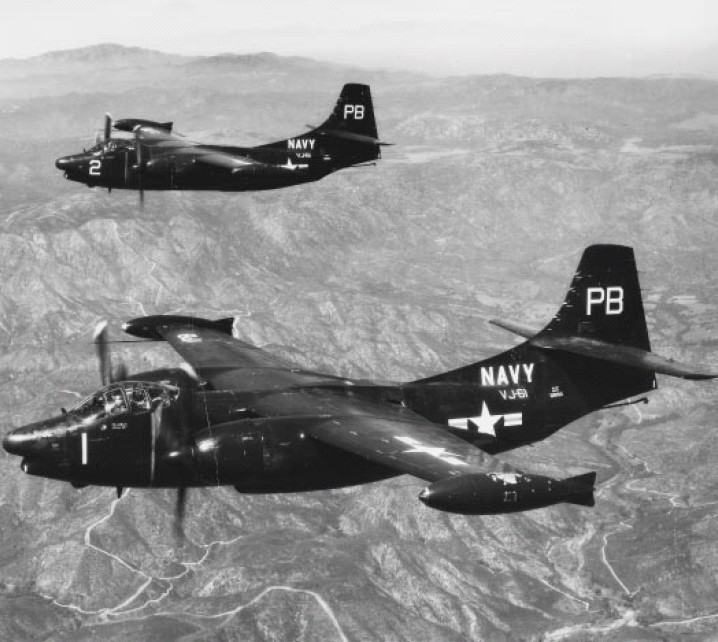
Dos North American AJ-2P Savage del Escuadrón fotográfico VJ-61.

El A-2 Savage era un bombardero de ataque de propulsión compuesta diseñado para lanzar dispositivos nucleares desde portaaviones. También desarrolló actividades de fotorreconocimiento y más tarde fue usado como plataforma de reabastecimiento en vuelo. Los North American AJ-1, AJ-2 y AJ-2P Savage estuvieron en servicio en los escuadrones de ataque de la Armada de los Estados Unidos entre 1948 y 1956, y también en escuadrones de reconocimiento fotográfico. Las versiones pesadas de ataque fueron los primeros bombarderos con cargas nucleares capaces de despegar y ser recuperados desde portaaviones.
En el momento de su desarrollo, la Armada de los Estados Unidos se encontraba ante el dilema de un motor a reacción naciente, al tiempo que todavía debía confiar en el viejo motor radial. Los reactores todavía no eran fiables y usaban grandes cantidades de combustible; sin embargo, una vez desarrollados, alcanzaron unas prestaciones que ningún motor radial lograba igualar. Este equilibrio se consiguió al incluir en el Savage dos motores radiales Pratt & Whitney R-2800 de 2400 hp, con un gran turbocompresor en cada barquilla de motor, y un turborreactor Allison J33-A-19 de 2087 kg de empuje agregado a la parte posterior del fuselaje. De forma adicional, ambos modelos de motores usaban el mismo combustible. El sistema pistón-reactor estaba pensado para proporcionar más potencia al despegue y más velocidad en el área del blanco. A gran altitud, este avión de apariencia de caja (pero aerodinámicamente muy limpio) era muy rápido (más de 460 mph (740 km/h)), cuando los reactores de la época no eran más rápidos.
El primer Savage de producción voló en mayo de 1949, y su primer apontaje en el USS Coral Sea fue realizado el 31 de agosto de 1950.
Los primeros modelos de Savage (AJ-1) fueron reconvertidos en cisternas, con la bodega de bombas modificada con todo lo necesario (mangueras, bombas de combustible, la unidad de potencia eléctrica y la cesta). El combustible adicional fue agregado en depósitos flotantes. Algunos AJ-1 fueron usados para repostar el Vought F-8 Crusader de John Glenn durante el Proyecto Bullet (récord de velocidad transcontinental).
El primer vuelo del  AJ-2 tuvo lugar el 19 de febrero de 1953, con motores mejorados, un mayor estabilizador vertical y sin diedro en el estabilizador horizontal.
El AJ-2P fue la versión de reconocimiento fotográfico del Savage. Llevaba bombas flash para misiones nocturnas, mientras la mayor parte de las 18 cámaras del avión operaban automáticamente. Era capaz de realizar reconocimiento nocturno y de baja altitud. El AJ-2P tenía una capacidad de combustible adicional.

## Variantes

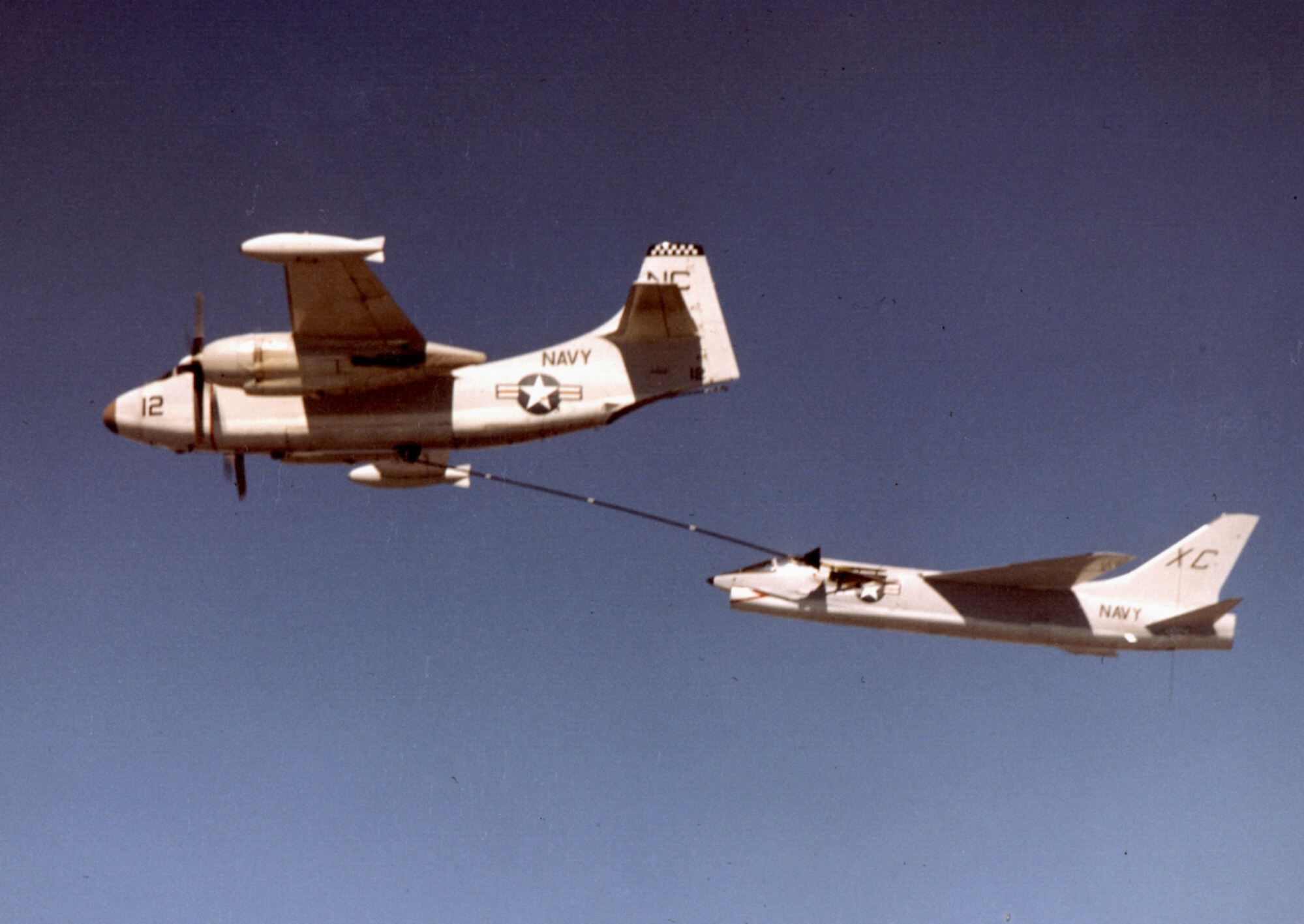
Un AJ-2 reabasteciendo a un caza Vought F8U-1 Crusader en los años 50.

XAJ-1
Prototipo con dos motores radiales Pratt & Whitney R-2800-44 de 1715 kW (2300 hp) y un turborreactor Allison J33-A-19, tres construidos.
AJ-1 (A-2A)
Versión inicial de producción, con dos motores radiales R-2800-44W de 1790 kW (2400 hp) y un turborreactor J33-A-10; 55 supervivientes fueron redesignados A-2A en 1962.
AJ-2 (A-2B)
Versión de producción mejorada, con dos motores radiales R-2800-48 de 1864 kW (2500 hp) y un turborreactor J33-A-10, con deriva trasera y fuselaje alargados, 55 construidos. Los supervivientes fueron redesignados A-2B en 1962.
AJ-2P
Versión de fotorreconocimiento del AJ-2 con una serie de cámaras, 30 construidos.
NA-146
Designación de la compañía para tres prototipos entregados a la Armada estadounidense como XAJ-1.
NA-155
Desarrollo del XAJ-1; solo maqueta, no construido.
NA-156
Variante de producción entregada a la Armada estadounidense como AJ-1; 12 construidos.
NA-160
Variante de producción entregada a la Armada estadounidense como AJ-1; 28 construidos.
NA-169
Variante de producción entregada a la Armada estadounidense como AJ-1; 15 construidos.
NA-175
Variante de fotorreconocimiento entregada a la Armada estadounidense como AJ-2P; 23 construidos.
NA-183
Variante de fotorreconocimiento entregada a la Armada estadounidense como AJ-2P; 7 construidos.
NA-184
Variante de producción mejorada entregada a la Armada estadounidense como AJ-2; 55 construidos.
XSSM-N-4 Taurus
Variante no tripulada propuesta como misil superficie-superficie. Cancelada en 1948, ninguno construido.

## Operadores

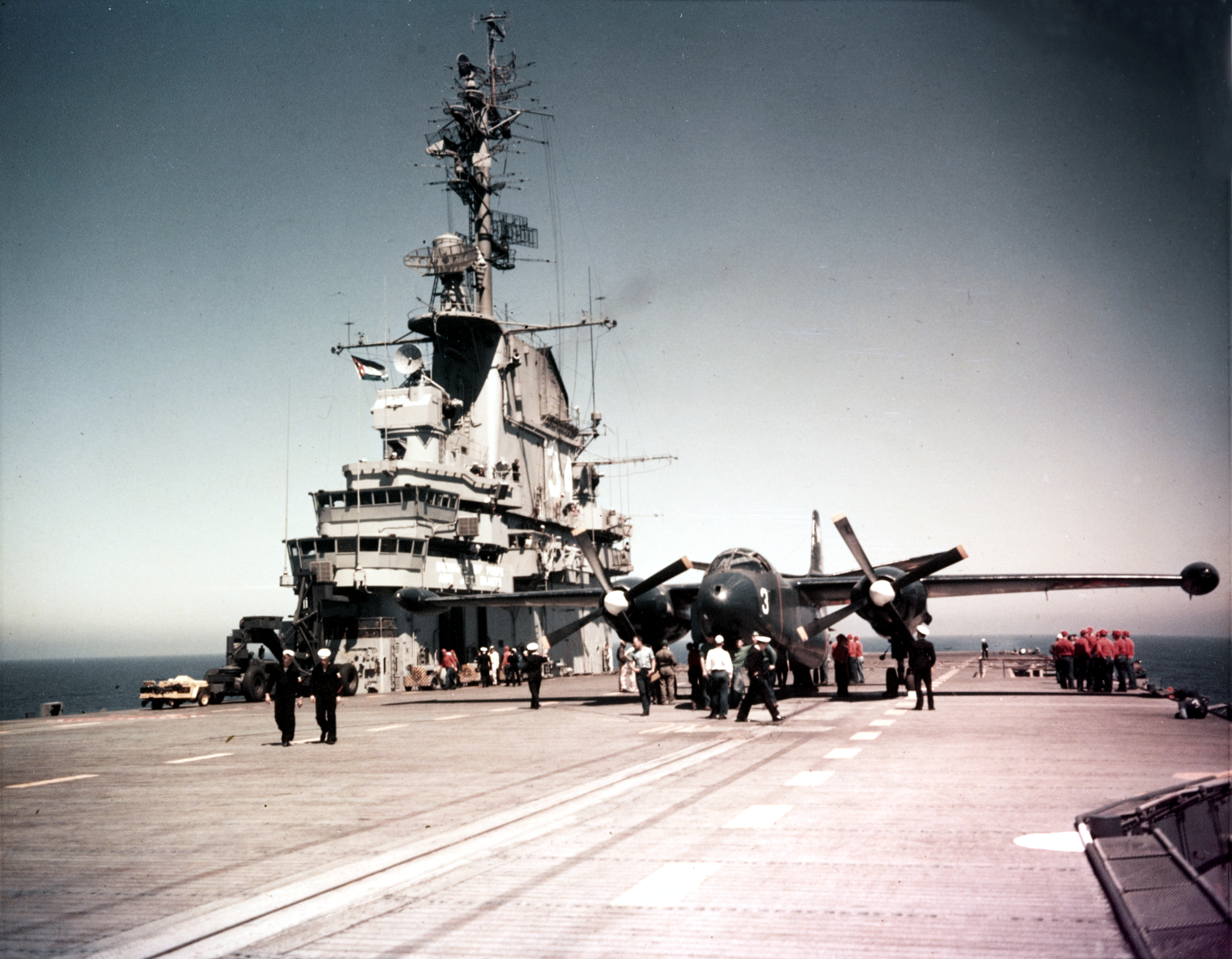
AJ-1 Savage de ataque en la cubierta del portaviones USS Oriskany.

Estados Unidos
- Armada de los Estados Unidos

## Supervivientes
- A-2B Savage 130418: es exhibido en el National Museum of Naval Aviation de la Naval Air Station Pensacola, Pensacola, Florida.[6]

## Especificaciones (AJ-1)
Referencia datos: USN

### Características generales
- Tripulación: Tres
- Longitud: 19,2 m (63 ft)
- Envergadura: 21,8 m (71,5 ft)
- Altura: 6,2 m (20,3 ft)
- Superficie alar: 78 m² (839,6 ft²)
- Peso vacío: 12 500 kg (27 550 lb)
- Peso cargado: 21 363 kg (47 084,1 lb)
- Peso máximo al despegue: 23 161 kg (51 046,8 lb)
- Planta motriz:
  - 1× turborreactor Allison J33-A-1.
    - Empuje normal: 20 kN (2039 kgf; 4496 lbf) de empuje.

  - 2× motor radial de 18 cilindros refrigerado por aire Pratt & Whitney R-2800-44W.
    - Potencia: 1800 kW (2482 HP; 2448 CV) cada uno.

### Rendimiento
- Velocidad máxima operativa (Vno): 758 km/h (471 MPH; 409 kt)
- Alcance: 2786 km (1504 nmi; 1731 mi)
- Techo de vuelo: 13 100 m (42 979 ft)

### Armamento
- Bombas: 

  - 5400 kg de bombas convencionales o
  - 1x bomba nuclear Mark 4

## Aeronaves relacionadas

### Desarrollos relacionados

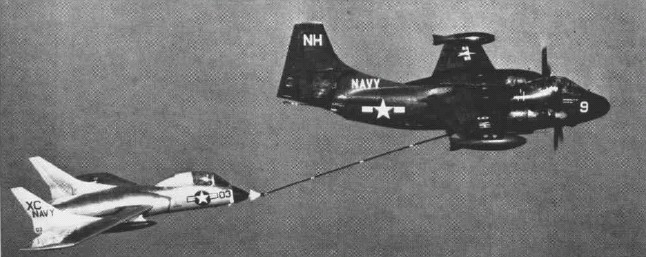
Un AJ-2 reposta en vuelo a un F7U-3.

- North American XA2J Super Savage

### Secuencias de designación
- Secuencia NA-_ (interna de North American): ← NA-143 - NA-144 - NA-145 - NA-146 - NA-147 - NA-148 - NA-149 - NA-152 - NA-153 - NA-154 - NA-155 - NA-156 - NA-157 - NA-158 - NA-159 - NA-160 - NA-161 - NA-162 - NA-163 - NA-166 - NA-167 - NA-168 - NA-169 - NA-170 - NA-171 - NA-172 - NA-173 - NA-174 - NA-175 - NA-176 - NA-177 - NA-178 - NA-180 - NA-181 - NA-182 - NA-183 - NA-184 - NA-185 - NA-186 - NA-187 →
- Secuencia A_J (Aviones de Ataque de la Armada estadounidense, 1946-1962 (North American, 1937-1962)): AJ - A2J - A3J
- Secuencia SSM-N-_ (Misiles de la Armada estadounidense, 1947-1962 (Superficie-superficie)): SSM-N-2 Triton - XSSM-N-4 Taurus - SSM-N-6 Rigel - SSM-N-8 Regulus - SSM-N-9 (I) Lacrosse →
- Secuencia A-_ (Aviones de Ataque estadounidenses, 1962-presente): A-1 - A-2 - A-3 - A-4 - A-5 →